# Paraíso do Norte
Paraíso do Norte é um município brasileiro do estado do Paraná. Localizado na região noroeste do estado, sua população, conforme estimativas do IBGE de 2020, era de 14 023 habitantes. .

## História
A colonizadora Companhia de Melhoramentos do Norte do Paraná iniciou a exploração comercial das glebas onde hoje esta localizado a cidade. Em 1943, iniciou-se a demarcação dos lotes, ocorrendo grande procura por colonizadores de várias partes do país.
A partir de 1950, Leôncio de Oliveira Cunha, que até então era funcionário do governo estadual, deixou o seu cargo e passou a colonizar por conta própria. Em 12 de março de 1950, foi fundado Paraíso do Norte, com a inauguração da primeira escolinha, a qual nomearam Manuel Ribas. Neste mesmo dia foi rezada a primeira missa, com o Bispo D. Geraldo de Paulo Sigoto, único Bispado da Região.
As terras pertenciam ao município e comarca de Mandaguari,mas passou a ser distrito de Paranavaí, quando este foi elevada a município. Desta forma, foi criada uma sub-prefeitura e nomeado como administrador, Roque Soares Camargo. A localidade contava com dois vereadores da câmara de Paranavaí: Dr. Bernardo Brunstein e o Sr. Alcides Franco de Godoy.
Em 2 de Dezembro de 1954, Paraíso do Norte foi elevada a categoria de Município. No dia 27 de Novembro de 1955 foi instalada a primeira câmara de vereadores, e empossado Pedro Stocchero como primeiro prefeito que venceu as eleições contra o Sr. José Furtado Rezende.
Em 29 de Dezembro de 1962, foi instalada a Comarca de Paraíso do Norte. Sendo o 1º primeiro titular, Camilo de Andrade Nepouceno.

### Etnias
É formada basicamente por descendentes italianos, alemães e japoneses, vindos  principalmente de São Paulo e também do Rio Grande Do Sul, além de outras regiões do Paraná, Santa Catarina, Minas Gerais e Nordeste. 

## Geografia
Com uma área da territorial de 204,564 km², Paraíso do Norte está localizado a uma altitude média de 500 metros. A topografia da cidade está entre plana e ligeiramente ondulada.

### Clima
Em função da baixa maritimidade do município, o mesmo está sujeito a temperaturas extremamente elevadas no verão, principalmente no mês de janeiro, com máximas que se aproximam dos 40 °C e a temperaturas baixíssimas no inverno, chegando todos os anos por alguns dias a valores próximos a -5 °C. Os verões tendem a ser quentes e com chuvas bem distribuídas e os invernos são frescos, geralmente marcados por veranicos, dias de calor em pleno inverno que são intercalados por, aí sim, dias de frio intenso. A temperatura média está em torno de 20 °C.

## Economia
O declínio do ciclo do café no município de Paraíso do Norte deu-se pela geada generalizada no Paraná ocorrida no ano de 1975, que trouxe prejuízos enormes aos cafeicultores da região. A cidade, que possuía cerca de 20.000 habitantes, dos quais cerca de 15.000 envolviam-se com as as lavouras de café, declinou no quesito população para cerca de 8.000 habitantes no fim dos anos 70.
No entanto, em 1979, foi criada a Cooperativa Agrícola Regional de Produtores de Cana Ltda. (Coopcana). Esta Destilaria, está situada no Município de São Carlos do Ivaí, porém os dois Municípios trabalham em parceria administrativa. A sede administrativa está situada em Paraíso do Norte. Com a Coopcana, inicia-se o ciclo da cana em Paraíso do Norte, que levaria, nos últimos 20 anos, a cidade a um aumento de IDH, população e PIB consideráveis.
A geração de empregos, de acordo com a pesquisa industrial mensal de emprego e salário, divulgada em 2008 pelo Instituto Brasileiro de Geografia e Estatística (IBGE), a cidade ficou na décima sétima posição no ranking nacional com 2920 empregos gerados.

## Educação
O Município conta com as seguintes escolas:
- Colégio Estadual Paraíso do Norte (EFM)
- Escola Municipal Vinte e Sete de Novembro – Educação Infantil e Ensino Fundamental
- Escola Municipal Waigner Bento Pupim - Educação Infantil e Ensino Fundamental
- Escola Nossa Senhora Aparecida - Maternal, Educação Infantil e Ensino Fundamental
- Creche Rotary Lar Feliz - Educação Maternal e Pré – escolar.
- Associação de Proteção à Maternidade e Infância - Educação do Menor Carente e Pré- escolar.
- CMEI Francisca Coleta da Silva - Educação Infantil e Maternal
- CMEI José Garcia Soller - Educação Infantil e Maternal
- Escola de Excepcionais Leôncio Oliveira Cunha - Educação Especial
- Faculdade UniBF

## Cultura
Paraíso do Norte tem como prato típico a Leitoa Desossada à Pururuca. A festa, de mesmo nome, ocorre todos os anos no mês de setembro.
Desde de o ano de 2008, a cidade sedia o evento Paraiso do Rock, organizado pela A.P.M.I (Associação de Proteção à maternidade e à infância) - uma entida de responsabilidade social e sem fins lucrativos.
Estruturado como um festival independente, o evento já levou à cidade nomes relevantes do Rock Nacional, com as  Curitibanas "Terminal Guadalupe" e Relespública", o cantor porto-alegrense "Wander Wildner" e os cariocas "Matanza"; além de promover nomes da cena independente, como "Nevilton" de Umuarama, "Lenzi Brothers" de Balneário Camboriú, Kromossomus "de Paraiso do Norte, entre outras.
O festival Paraiso do Rock é uma ação que conta com o apoio da Prefeitura Municipal de Paraiso do Norte e todo o lucro obtido é revertido  à A.P.M.I da cidade.

## Personalidades
- Padre Reginaldo Manzotti